# 孔雀东南飞 (电视剧)
《孔雀东南飞》是一部据东汉乐府诗《孔雀東南飛》改编而成的电视剧。本剧于2008年拍摄，2009年10月29日在CCTV8黄金强档首播。

## 故事背景
东汉献帝时，庐州郡乡的刘员外有一儿一女，长子刘兰生已娶妻。女儿刘兰芝年芳十七，容貌秀美，聪明伶俐，深得员外夫妇的宠爱，一次意外情况下与庐州府小吏焦仲卿篌琴合奏，从此相识。

## 主创阵容
- 出品人：杨伟光、马润生、苏斌、文清、臧秀云
- 总监制人：李健、胡南亭、熊诚、梁凯成、张卯
- 总策划人：王强、谭希松、张林林、张金锋、李爽
- 编审：王浩
- 执行制片人：张勇
- 总制片人：熊诚
- 编剧：金海涛、熊诚
- 导演：王文杰
- 总顾问：杨伟光 李准 钟健华

## 演员表
| 演員   | 角色   | 介紹 |
| 孙菲菲 | 刘兰芝 | 女，22岁左右，心地善良，多才多艺，聪明活泼、靓丽，自小受到父母宠爱，不拘礼法，渴望爱情的自由。                                         |
| 潘粤明 | 焦仲卿 | 男，24岁左右，庐江府中的一个文书小吏，有志向，求上进，爱情情专一，是典型的中国传统知识分子，讲孝道礼让，为人处事中规中矩。             |
| 王姬   | 焦母   | 女，50岁左右，焦仲卿之母，年轻时守寡，性格暴烈、扭曲，还有些愚昧。对儿女控制欲极强。                                                   |
| 萨日娜 | 刘母   | 女，50多岁，刘兰芝之母，心地善良，颇明事理，是中国妇女相父教子的典范，受过一些教育，具有东方妇女的忍辱负重，贤良厚道、勤俭持家的美德。 |
| 王珂   | 秦罗敷 | 女，22岁左右，兰芝之友，大家闺秀，有教养，品行高雅，气质出众，也曾爱慕焦仲卿。                                                         |